# خورخي جارسيا كارنيرو
خورخي جارسيا كارنيرو (8 فبراير 1952 - 22 مايو 2021) كان سياسيًا فنزويليًا. انتخب حاكم فارغاس في عام 2008 بعد أن كان رئيسًا للجيش الفنزويلي، ووزيرًا للدفاع، ووزيرًا للتنمية الاجتماعية والمشاركة الشعبية. كان عضوًا في الحزب الاشتراكي الموحد لفنزويلا لرئيس فنزويلا الراحل هوغو شافيز.

## السيرة الشخصية
تخرج جارسيا كارنيرو من الأكاديمية العسكرية الفنزويلية عام 1975. أثناء محاولة الانقلاب الفنزويلية عام 2002 وبصفته الجنرال المسؤول عن أكبر وحدة عسكرية في كاراكاس، تم أسره في فورت تيونا.
كان جارسيا كارنيرو قائدًا للجيش الفنزويلي من يناير 2003 إلى يناير 2004 عندما أصبح وزيرًا للدفاع. شغل هذا المنصب حتى ديسمبر 2006.
في 22 مايو 2021 أعلن ديلسي رودريغيز وفاته.